# Pavone (araldica)
In araldica il pavone, simbolo di vanità o di ricchezza quando è rappresentato nell'atto di fare le ruota, indica invece l'umiltà quando presenta la coda chiusa ed abbassata. 
Le penne di pavone compaiono di frequente nei cimieri, particolarmente in quelle familiari del centro Europa. Le penne di pavone si riconoscono dalla presenza di una macchia scura posta all'estremità, che le differenzia da quelle di struzzo che compaiono generalmente di colore bianco (argento) pieno.
Oltre che come simbolo, nell'etica cavalleresca aveva un peso precipuo tanto che i voti più solenni erano prestati dai Cavalieri sul pavone.

## Attributi araldici
- Rotante o roteante, quando ha la coda spiegata.

## Esempi

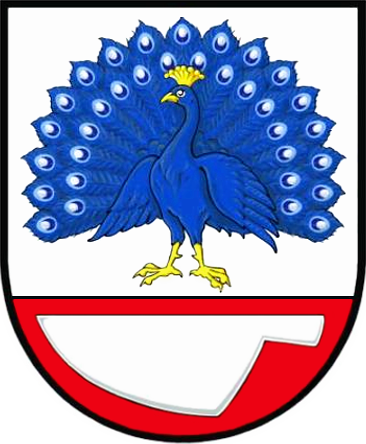
Pavone con la coda spiegata (stemma di Bedihošť, Repubblica Ceca)
Pavone con la coda spiegata (Pavone Canavese)
D'argento, al pavone di verde; al capo d'azzurro caricato di tre gigli d'oro (Saint-Paul-Cap-de-Joux, Francia)
Pavone (Circondario di Neuwied, Germania)
Pavone al naturale rivoltato (Alsbach, Germania)
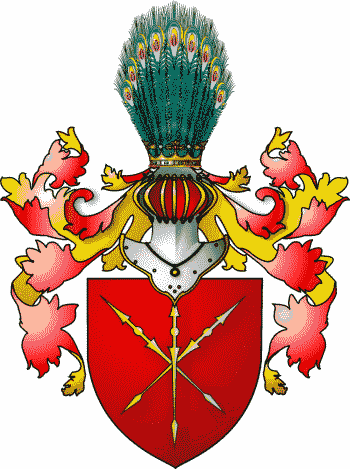
Penne di pavone usate come cimiero (famiglia Hilchen, nobiltà polacca)
Penne di pavone usate come cimiero (Baligród, Polonia)